# Gildardo Gómez
Gildardo Biderman Gómez (ur. 13 października 1963 w Medellín) – kolumbijski piłkarz grający na pozycji lewego obrońcy.

## Życiorys
Gildardo Gómez ma w swojej karierze występy w dwóch klubach z rodzinnego miasta: Independiente Medellín oraz Atlético Nacional, a także stołecznym Millonarios FC. Większe sukcesy osiągał z Atletico Nacional, z którym to w 1989 roku sięgnął po Copa Libertadores. Wystąpił w obu finałowych meczach z Olimpią Asuncion. W drugim z nich doszło do serii rzutów karnych z powodu równej ilości bramek strzelonych przez obie drużyny (w pierwszym meczu 2:0 dla Olimpii, a w rewanżu 2:0 dla Atletico Nacional) i jednego z nich nie wykorzystał właśnie Gómez, jednak klub z Medellín ostatecznie wygrał serię 5:4. Z Millonarios jedyny m sukcesem było wywalczenie mistrzostwa Kolumbii w 1987 roku.
W reprezentacji Kolumbii Gildardo Gómez zadebiutował 26 lipca 1984 w zremisowanym 1:1 towarzyskim meczu z reprezentacją Peru. Gdy trafił do reprezentacji miał silną konkurencję na swojej pozycji w osobie internacjonałów Leóna Villi oraz Luisa Fernando Herrery. W 1990 roku był członkiem kadry na Mistrzostwa Świata we Włoszech. Gómez był tam podstawowym zawodnikiem zespołu i zagrał we wszystkich meczach w pełnym wymiarze czasowym: z ZEA (2:0), z Jugosławią (0:1), z RFN (1:1) oraz w meczu 1/8 finału z Kamerunem (1:2 po dogrywce). Ogółem w reprezentacji Kolumbii Gómez rozegrał 22 mecze i nie zdobył gola.